# Filter mehurić
Filter mehurić ili ideološki okvir predstavlja stanje intelektualne izolacije koja može proizaći iz personalizovanih pretraga, sistema preporuka i algoritamskog kuriranja. Rezultati pretrage zasnivaju se na informacijama o korisniku, poput njihove lokacije, prethodnog kliktanja i istorije pretrage. Kao posledica, korisnici se udaljavaju od informacija koje se ne slažu sa njihovim stavovima, efektivno ih izolujući u sopstvene kulturne ili ideološke mehure, što rezultuje ograničenim i prilagođenim pogledom na svet. Odluke koje donose ovi algoritmi ponekad su samo delimično transparentne. Primeći primeri uključuju Guglove personalizovane rezultate pretrage i personalizovani „news-feed” na Facebooku.
Međutim, postoje suprotstavljena izveštavanja o obimu personalizovanog filtriranja i o tome da li takva aktivnost donosi koristi ili štetu, pri čemu različite studije proizvode neodređene rezultate.
Izraz „filter mehur” je smislio internet aktivista Eli Pariser oko 2010. godine. U knjizi istog naziva, The Filter Bubble iz 2011., Pariser je predvideo da će individualizovana personalizacija putem algoritamskog filtriranja dovesti do intelektualne izolovanosti i socijalne fragmentacije. Prema Pariserovim rečima efekat mehura može imati negativne implikacije za građanske odnose, ali stavovi suprotni njegovim smatraju da je efekat minimalan i da se može rešiti. Prema Pariseru, korisnici manje dolaze u kontakt sa suprotnim stavovima i intelektualno su izolovani u svom informacionom mehuru. On je naveo primer u kojem je jedan korisnik pretraživao Gugl za „BP” i dobio vesti o investicijama u British Petroleum-u, dok je drugi korisnik dobio informacije o havariji na platformi Deepwater Horizon, primećujući da su dve stranice rezultata pretrage bile dosta različite uprkos korišćenju istih ključnih reči. Rezultati predsedničkih izbora u Sjedinjenim Američkim Državama 2016. godine povezani su sa uticajem društvenih medija poput Twittera i Facebooka, što je dovelo u pitanje efekte fenomena filter mehurića na izloženost korisnika lažnim vestima i eho komorama. Ovo je potstaklo novo interesovanje za termin jer su mnogi postali zabrinutim da bi fenomen mogao da šteti demokratiji i blagostanju tako što bi pogoršao efekte dezinformacija.

## Koncept
Parizer je svoj koncept filter mehurića definisao u formalnijim terminima poput: „lični ekosistem informacija, prilagođen od strane algoritama”. Istorija pregleda i pretraživanja internet korisnika se vremenom gradi kada korisnici pokazuju interesovanje za teme klikom na linkove, pregledom sadražaja koji objavljuju njihovi prijatelji, dodavanjem filmova u svoju listu za gledanje, čitanjem vesti i slično. Internet firma zatim koristi ove informacije kako bi kreirala personalizovane oglase, ili kako bi određene vrste informacija bile više prikazivane na stranicama rezultata pretrage.
 

Prema Pariseru, ovaj proces nije slučajan jer funkcioniše po trostepenom procesu: „Prvo utvrdite ko su ljudi i šta vole. Zatim im pružite sadržaj i usluge koje im najviše odgovaraju. Na kraju, prilagodite kako biste dobili savršeno uklapanje. Vaš identitet oblikuje vaše medije”. Parizer takođe izveštava: 
Prema jednom istraživanju Wall Street Journal-a, top pedeset internet stranica, uključujući CNN, Yahoo i MSN, instalira, u proseku, 64 kolačića i ličnih oznaka za praćenje. Ako pretražujete reč kao što je „depresija” na Dictionary.com, stranica instalira do 223 pratećih kolačića i oznaka na vašem računaru kako bi druge veb stranice mogle da vas „ciljaju” sa antidepresivima. Podelite članak o kuvanju na ABC News-u, i možete biti progonjeni putem društvenih mreža oglasima za lonce sa teflonskim premazom. Čak i ako samo na trenutak otvorite stranicu koja navodi znake da vas partner možda vara, pripremite se da budete progonjeni oglasima za DNK testove očinstva. 
Pristupanje podacima o klikovima na linkove prikazanim kroz merenje saobraćaja na sajtu određuje da filter mehuri mogu biti kolektivni ili individualni.
Kako je navedeno 2011. godine, jedan inženjer je rekao Parizeru da Gugl posmatra 57 različitih podataka kako bi personalizovao rezultate pretrage korisnika, uključujući i podatke koji nisu u kolačićima, poput vrste računara koji se koristi i fizičke lokacije korisnika. Pariserova ideja filter mehura postala je popularna nakon TED govora u maju 2011. godine, u kojem je dao primere kako filter mehuri funkcionišu i gde se mogu videti. U testu koji je sproveden kako bi se demonstrirali efekti filter mehura, Parizer je zamolio nekoliko prijatelja da pretraže reč "Egipat" na Guglu i pošalju mu rezultate. Iako je bilo preklapanja između njih po pitanju tema poput vesti i putovanja, rezultati jednog prijatelja su prominentno uključivali linkove ka informacijama o tada aktuelnim protestima u Egiptu 2011. godine, dok prva stranica rezultata drugog prijatelja nije uključivala takve linkove.
 

U knjizi The Filter Bubble, Parizer upozorava da potencijalna negativna strana filtriranog pretraživanja jeste da nas isključuje od novih ideja, tema i važnih informacija, i stvara utisak da su naša uska interesovanja sve što postoji. Po njegovom mišljenju, filter mehuri su potencijalno štetni kako za pojedince tako i za društvo. Kritikovao je Gugl i Fesjbuk zbog toga što korisnicima nude „previše slatkiša a premalo šargarepa”. Upozorio je da „nevidljivo algoritamsko uređivanje veba” može da ograniči našu izloženost novim informacijama i da nam suzi pogled. Prema Parizeru, štetni efekti filter mehura uključuju štetu po opšte društvo u smislu da imaju mogućnost potkopavanja građanskog blagostanja i čine ljude ranjivijim na propagandu i manipulaciju. Napisao je: 
„Svet koji je konstruisan iz poznatog je svet u kojem nema šta da se nauči ... (jer postoji) nevidljiva autopropaganda koja nas indoktrinira našim vlastitim idejama.”, izjavio je Eli Pariser 2011. za časopis The Economist.
Mnogi ljudi nisu svesni postojanja filter mehura. To se može videti u članku u The Guardian-a, koji pominje činjenicu da više od 60% korisnika Facebook-a uopšte nije svesno bilo kakvog „nameštanja” na Fejsbuku, već veruju da se svaka priča njihovih prijatelja i pratilaca pojavljuje na njihovoj početnoj stranici. Kratko objašnjenje kako Facebook odlučuje šta ide na početnu stranicu je putem algoritma koji uzima u obzir vašu interakciju sa sličnim objavama u prošlosti.

### Proširenja koncepta
Filter mehur je opisan kao pogoršavanje fenomena nazvanog „splinternet” ili „sajberbalkanizacija”, što je pojava koja se dešava kada internet postane podeljen na podgrupe slično nastrojenih ljudi koji postaju izolovani unutar svoje sopstvene internet zajednice i ne dolaze u dodir sa različitim stavovima. Ova zabrinutost datira još od ranog perioda javno dostupnog interneta, pri čemu je izraz „sajberbalkanizacija” smišljen 1996. godine. Za opis ovog fenomena korišćeni su i drugi izrazi, uključujući i „ideološki okviri” i „figurativna sfera koja vas okružuje dok pretražujete internet”.
Koncept filter mehura je proširen i na druge sfere, kako bi opisao društva koja se samoizoluju prema političkim stavovima i ekonomskim, društvenim i kulturnim situacijama. Ta izolacija dovodi do gubitka šire zajednice i stvara osećaj da, na primer, deca ne pripadaju društvenim događajima osim ako ti događaji nisu posebno planirani da budu privlačni za decu i neprivlačni za odrasle bez dece.
U svom oproštajnom govoru, Barak Obama je identifikovao koncept sličan filter mehuru kao pretnju demokratiji, odnosno „povlačenje u svoje sopstvene mehure, posebno na društvenim mrežama, okruženi nama sličnim ljudima koji dele iste političke stavove i nikada ne izazivaju naše. I sve više postajemo sigurni u naše mehure da počinjemo da prihvatamo samo informacije koje odgovaraju našim stavovima bez obzira da li su istinite ili ne, umesto da zasnivamo svoja mišljenja na dokazima koji postoje.”

### Poređenje sa eho komorama
Kao što je već pomenuto, eho komore i filter mehuri opisuju situacije u kojima su pojedinci izloženi uskom rasponu mišljenja i perspektiva koje ojačavaju njihova postojeća uverenja i pristrasnosti, ali postoje neke suptilne razlike između ova dva koncepta, posebno u praksama vezanim za društvene mreže.
Kada je reč o vestima, eho komora je metaforički opis situacije u kojoj se verovanja pojačavaju ili potvrđuju komunikacijom i ponavljanjem unutar zatvorenog sistema. Ovaj termin potiče iz sociološkog koncepta teorije selektivne izloženosti i metafora je zasnovana na akustičnoj eho komori, gde zvukovi odjekuju u praznom zatvorenom prostoru. Što se društvenih mreža tiče, ovakva situacija se uklapa u eksplicitne mehanizme samopersonalizacije, koji opisuju sve procese u kojima korisnici određene platforme mogu aktivno da izaberu uključivanje i isključivanje iz konzumiranja informacija, kao što je sposobnost korisnika da prati druge korisnike ili da se učlanjava u grupe.
U eho komorama, ljudi su sposobni da traže informacije koje potvrđuju njihove postojeće stavove, potencijalno kao nesvesno vežbanje potvrđivanja pristrasnosti. Ovaj tip povratne informacije može da poveća političku i društvenu polarizaciju i ekstremizam. To može dovesti do toga da se korisnici grupišu u homofilne grupe unutar društvenih mreža, što doprinosi grupnoj polarizaciji. Eho komore ojačavaju verovanja pojedinca bez podrške činjenica. Individue su okružene drugim individuama koje prihvataju i slede iste stavove, ali koje takođe imaju sposobnost da izađu iz eho komora.
S druge strane, filter mehuri su implicitni mehanizmi personalizacije, gde se korisnikova internet konzumacija kreira personalizovanim algoritmima. Sadržaj koji korisnik vidi filtrira se kroz algoritam pokretan od strane veštačke inteligencije koji ojačava korisnikova postojeća verovanja i preference, potencijalno isključujući suprotne ili različite stavove. U ovom slučaju, korisnici imaju pasivniju ulogu i postavljaju se kao žrtve tehnologije koja automatski ograničava njihovu izloženost informacijama koje bi izazvale njihove stavove. Ipak, neki istraživači tvrde da zato što korisnici i dalje igraju aktivnu ulogu u kreiranju svojih stranica i izvora informacija kroz njihove interakcije sa pretraživačima i društvenim mrežama, oni direktno pomažu u procesu filtriranja od strane algoritama, čime efektivno učestvuju u formiranju svojih filter mehura u koje se sami izoluju.
Iako se razlikuju, upotreba ova dva termina ide ruku pod ruku kako u akademskim istraživanjima tako i u platformskim studijama. Često je teško razlikovati ova dva koncepta u studijama društvenih mreža, zbog ograničenog pristupa algoritmima filtriranja, što bi možda omogućilo istraživačima da uporede delovanja ova dva koncepta. Ovakve vrste istraživanja postaju sve teže za sprovođenje, s obzirom na to da su mnoge društvene mreže takođe počele da ograničavaju pristup API-ju potrebnim za akademska istraživanja.

## Reakcije i istraživanja

### Reakcije medija
Izveštaji o tome u kojoj meri se personalizovano filtriranje dešava i da li je ono korisno ili štetno su međusobno suprotstavljeni. Analitičar Džejkob Vajsberg je želeo da testira Parizerovu teoriju malim nenaučnim eksperimentom u kom je učestvovalo petoro saradnika sa različitim ideološkim profilom. Saradnici su sprovodili seriju pretraga: „Džon Bejner”, „Barni Frenk”, „Rajanov plan”,  i „Obamaker” i slali Vajsbergu snimke ekrana njihovih rezultata. Njihovi rezultati su se razlikovali u manjim aspektima koji nisu bili ideološki, što je navelo Vajsberga da napiše za magazin Slejt da filter mehur nije na snazi. Vajsberg je tražio od Gugla da da komentar, na šta je njihov potparol odgovorio da algoritmi namerno „ograničavaju personalizaciju i promovišu raznolikost”. Pol Butin, recenzent knjige, je uradio eksperiment sličan Vajsbergovom u kojem su učestvovali ljudi sa različitim pretraživačkim navikama i takođe zaključio da su ispitanici dobili skoro identične rezultate. Novinar Per Grankvist je, nezvanično intervjuišući programere iz Gugla, otkrio da su korisnički podaci nekada imali veću ulogu u određivanju rezultata pretrage, ali da je Gugl testiranjem shvatio da polje za pretragu daje ubedljivo najbolje odrednice o tome koje rezultate treba prikazati.
Postoje izveštaji da Gugl i druge kompanije poseduju ogromne „dosijee” podataka o svojim korisnicima koji im omogućavaju da još više persoanlizuju sadržaj koji im plasiraju ako to žele. Na primer, Gugl ima način da prati korisnikovu istoriju čak i kad on nema Gugl nalog ili nije ulogovan na njega. Jedan izveštaj navodi da je Gugl prikupio informacije „u vrednosti od 10 godina” sa različitih izvora kao što su „Gmail”, „Google Maps” i druge usluge osim pretraživača, iako se u suprotnom izveštaju navodi da personalizovanje sadržaja za svakog korisnika predstavlja tehnički izazov velikim internet firmama, uprkos posedavanju ogromne količine podataka. Analitičar Dag Gros sa CNN-a je sugerisao da je filtrirano pretraživanje korisnije za potrošače nego za obične građane, jer, kako on tvrdi, bi to pomoglo potrošačima koji žele da kupe picu da pronađu lokalne opcije isporuke na osnovu personalizovane pretrage i da filtriraju udaljene picerije. Organizacije kao što su The Washington post, The New York Times i slične su eksperimentisali sa pravljenjem novih informativnih usluga koje bi rezultate pretrage prilagođavali korisnicima tako da bi se oni slagali sa njima ili da bi im se svideli.

### Akademska istraživanja i reakcije
Naučna studija iz Vartona koja je analizirala personalizovane preporuke, takođe, je otkrila da filteri mogu da stvore zajedništvo, a ne razdvojenost, u kontekstu muzičkog ukusa. Potrošači navodno koriste filtere da prošire svoj ukus, a ne da ga ograniče. Džonatan Zitrejn, profesor prava na Harvardu, osporio je tvrdnje o tome koliko filteri za personalizaciju menjaju rezultate Gugl pretrage rekavši da su „efekti personalizacije pretrage bili blagi”. Gugl, takođe, omogućava korisnicima da isključe opciju personalizovane pretrage tako što će izbrisati Guglov zapis o istoriji njihovih pretraga i tako što će podesiti Gugl da ne pamti ključne reči pretrage, kao ni posećene linkove.
Istraživanje iz Internet policy review-a je istaklo nedostatak jasne definicije za filter mehur u različitim disciplinama. Ovaj nedostatak dovodi do toga da istraživači često definišu i proučavaj filter mehur na različite načine. Studija je takođe objasnila nedostatak empirijskih podataka za postojanje filter mehura u različitim disciplinama i sugerisala da efekti koji im se pripisuju mogu više da potiču od već postojećih ideoliških predrasuda nego iz algoritama. Slične stavove imaju i drugi akademski projekti koji se takođe bave definicijom filter mehura i odnosa tehnoloških i ideoloških fakora koji su sa njima povezani. Jedan kritički pregled filter mehura sugeriše da „teza o filter mehuru često postavlja posebnu vrstu ljudi koji imaju čvrste političke stavove, ali u isto vreme i veoma savitljive” i da je „paradoks da ljudi imaju aktivnu volju kada oni biraju sadržaj, ali su pasivni primaoci kada su izloženi algoritamski kreiranom sadržaju koji im se preporučuje.”
Studija istraživača iz Oksforda, Stanforda i Majkrosofta je ispitivala istoriju pregleda 1,2 miliona američka korisnika Bing-a, između marta i maja 2013. godine. Odabrali su 50000 korisnika koji su bili aktivni čitaoci vesti, zatim su klasifikovali novine koje su čitali u zavisnosti od toga da li su više levo ili desno na političkom spektru, u odnosu na to da li su okruzi sa kojima su IP adrese korisnika povezani glasali za Obamu ili Romnija na predsedničkim izborima 2012. godine. Zatim su utvrdili da li su vesti pročitane direktnim pristupom sajtu izdavača, usluge Gugl vesti, veb pretrage ili društvenih mreža. Istraživači su otkrili da, iako društvene mreže i veb pretrage doprinose ideološkoj segregaciji, ogromna većina čitanja onlajn vesti se sastojala od korisnika koji su direktno posećivali mejnstrim sajtove sa vestima orjentisanim levo ili desno i shodno tome bili izloženi isključivo pogledima jedne strane političkog spektra. Ograničenja sa kojima se studija susrela su bila to što su korisnici Internet Explorer-a bili stariji u odnosu na opštu internet populaciju, korišćenje Bing trake sa alatkama i dobrovoljno (ili nesvesno) deljenje istorije pregleda korisnika koji su manje zabrinuti za privatnost, pretpostavka da su sve priče objavljene na levo orjenisanim sajtovima levo orjentisane i na desno orjentisanim sajtovima desno orjentisane i mogućnosti da se korisnici koji nisu aktivni čitaoci vesti većinski obaveštavaju preko društvenih mreža i tako osete jače efekte društvene i algoritamske pristrasnosti od korisnika koji sami biraju svoju pristrasnost preko izbora sajtova koje posećuju (pod pretpostavkom da su sami svesni pristrasnosti sajtova).
Studija istraživača sa Univerziteta Priston i Univerziteta u Njujorku imala je cilj da prouči uticaj filter mehura i algoritamskog filtriranja na polarizaciju durštvenih mreža. Koristili su matematički model pod imenom „stohastički blok model” da bi testirali svoju hipotezu na okruženjima Reddit-a i Twitter-a. Istraživači su procenjivali promene u polarizaciji na okruženjima društvenih mreža sa regulacijom i bez regulacije, posebno mereći procente promene na Reddit-u i Twitter-u. Otkrili su da se polarizacija znatno povećala za 400% na mrežama bez regulacije, dok se na mrežama sa regulacijom povećala za 4%, a neslaganje se povećalo za 5%.

### Istraživanja na društvenim mrežama
Iako algoritmi ograničavaju političku raznolikost, neki od filter mehura su rezultat izbora korisnika. Studija grupe stručnjaka za podatke na Fejsbuku je pokazala da korisnici imaju jednog prijatelja sa suprotnim stavovima na svaka četiri prijatelja sa sličnom ideologijom. Bez obzira na to kakav je Fejsbukov algoritam, ljudi će najčešće pratiti ili dodavati za prijatelje ljude koji dele slična uverenja. Priroda algoritama je takva da rangira priče na osnovu istorije korisnika, što dovodi do smanjenja „politički unakrsnog sadržaja za 5% za konzervativce i 8% za liberale”. Međutim, čak i kada je korisnicima data opcija da se klikne na link koji nudi suprotne poglede, oni se i dalje odlučuju za vesti koje najčešće čitaju. „Izbor korisnika smanjuje verovatnoću da će kliknuti na link suprotne orjentacije za 17% za konzervativce i 6% za liberale”. Link suprotne orjenacije je link za koji se pretpostavlja da ima suprotnu političku orjentaciju od korisnika ili ono što je vebsajt označio kao korisnikova uverenja. Nedavna studija Levija Boksela, Metjua Genckova i Džesija M. Šapira sugeriše da onlajn mediji nisu pokretačka snaga političke polarizacjie. Studija tvrdi da su polarizaciju pokrenule demografske grupe koje provode najmanje vremena na internetu. Najveća ideološka podela postoji među Amerikancima koji imaju više od 75 godina, od kojih je samo 20% izjavilo da koristi društvene mreže 2012. godine. Nasuprot tome 80% Amerikanaca starosti od 18 do 39 godina izjavilo je da koristi društvene mreže iste godine. Podaci sugerišu da mlađa populacija nije ništa više polarizovana u 2012-oj nego što je bila 1996. kada internet mediji jedva da su postojali. Studija naglašava razlike među starosnim grupama i kako čitanje vesti ostaje polarizovano jer ljudi traže informacije koje se poklapaju sa njihovim predrasudama. Stariji Amerikanci obično stagniraju sa svojim političkim stavovima jer su im tradicionalni mediji i dalje primarni izvor informacija, dok su internet mediji primarni izvori mlađoj populaciji. Iako algoritmi i filter mehuri slabe raznolikost sadržaja, ova studija pokazuje da političku polarizaciju pokreću primarno već postojeći stavovi i neuspešnost u prepoznavanju spoljnih izvora. Nemačka studija iz 2020-e je koristila psihološki model pet velikih crta ličnosti za testiranje efekata individualne ličnosti, demografije i ideologije na izbor vesti. Studija je zasnovana na ideji da količina različitih izvora vesti koje korisnici čitaju utiče na verovatnoću da budu uhvaćeni u filter mehuru (veća raznolikost, manja šansa). Rezultati sugerišu da su određene demografije (stariji i muškarci) zajedno sa određenim crtama ličnosti (otvoreniji) u pozitivnoj korelaciji sa količinom izvora koje pojedinci biraju. Studija je takođe otkrila da je manja medijska raznolikost povezana sa visokim stepenom usklađenosti sa desničarskim autoritarizmom. Osim što nudi različite individualne faktore koji mogu da utiču na izbor korisnika, ova studija takođe postavlja pitanja i veze između verovatnoće da korisnik bude uhvaćen u filter mehuru i korisnikovih navika glasanja.
Fejsbuk studija je otkrila da se ne može zaključiti da li algoritam igra toliku ulogu u filtriranju sadržaja kao što ljudi pretpostavljaju. Studija je takođe otkrila da individualni izbor ili pristrasnost potvrđivanja takođe utiče na ono što se filtrira iz vesti. Neki stručnjaci iz oblasti društvenih nauka su kritikovali ovaj zaključak jer je poenta protesta protiv filter mehura taj da algoritmi i individualni izbor rade zajedno kako bi filtrirali sadržaj. Predmet kritike je bio i mali uzorak Fejsbuka, koji iznosi oko 9% stvarnih korisnika, kao i činjenica da se rezultati studije ne mogu ponoviti zbog činjenice da su studiju sproveli „Fejsbukovi naučnici” koji su imali pristup podacima koje Fejsbuk ne čini dostupnim istraživačima van kompanije.
Iako je studija otkrila da samo oko 15-20% prijatelja prosečnog korisnika Fejsbuka ima suprotsavljene političke stavove, Julija Kaman iz Vox-a je imala teoriju da bi to moglo imati potencijalno pozitivne implikacije na raznolikost stavova. Ovi „prijatelji” su verovatno samo poznanici sa kojima ne bismo verovatno ni delili naše stavove bez interneta. Fejsbuk može da podstakne okruženje u kojem korisnik vidi i eventualno stupa u interakciju sa sadržajem koji su postavili ti prijatelji „drugog reda”. Studija je otkrila da je „24% sadržaja koje su liberali videli konzervativne prirode i 38% sadržaja koje su konzervativci videli liberalne prirode”. „Liberali imaju tendenciju da budu povezani sa manjim brojem prijatelja koji dele informacije suprotne strane, u poređenju sa konzervativcima”. Ovakva interakcija ima mogućnost da pruži različitije informacije i izvore koji bi mogli da ublaže stavove korisnika.
Slično tome, studija Tviterovih filter mehura sprovedena od strane Univerziteta u Njujorku zaključila je da pojedinci sada imaju pristup širem spektru gledišta o događajima, a većina ovih informacija ne dolazi sa tradicionalnih izvora, već direktno od samih političara ili njihovih prijatelja ili rođaka. Štaviše, interaktivna priroda društvenih mreža daje mogućnost pojedincima da diskutuju o političkim događajima sa svojim vršnjacima, čak i sa onima sa kojim imaju slabiju društvenu povezanost. Prema ovim studijama društvene mreže mogu da povećaju različitost informacija i mišljenja koje korisnici vide, iako postoji mnogo spekulacija kako filter mehuri mogu da prodube političku polarizaciju.
Jedan pokretač i moguće rešenje problema jer uloga koju emocije igraju u internet sadržajima. Studija iz 2018-e je pokazala da raličite emocije u porukama mogu da dovedu do polarizacije ili kovergencije, radost preovladava u emocionalnoj polarizaciji, dok tuga i strah igraju veliku ulogu u emocionalnoj konvergenciji. Pošto je relativno lako otkriti emocionalni sadržaj poruka, ova otkrića mogu pomoći u stvaranju društveno odgovornijih algoritama tako što bi se fokusirali na emocionalni sadržaj algoritamskih preporuka.
Različiti istraživači su koristili društvene botove da bi testirali polarizaciju i slične efekte koji se pripisuju filter mehurima i eho komorama. Studija iz 2018. je koristila društvene botove na Tviteru da bi testirala namerno izlaganje korisnika stranačkim stavovima. Studija je tvrdila da pokazuje pristrasne razlike između izlaganja različitim stavovima, iako je upozorila da bi nalazi trebalo da budu ograničeni na američke Tviter korisnike koji su pripadnici neke stranke. Jedno od glavnih otkrića je da su nakon izlaganja različitim stavovima (koje su botovi izneli), je bilo da su samoregistrovani republikanci postali konzervativniji, dok su samoregistrovani liberali pokazali minimalne ideološke promene ako ih je uopšte i bilo. Druga studija iz Kine je koristila društvene botove na Weibo-u, najvećoj društvenoj mreži u Kini, da bi ispitala uticaj filter mehura na polarizaciju. Studija pravi razliku između dve vrste polarizacije. Jedna u kojoj ljudi sa sličnim stavovima formiraju grupe, dele slična mišljenja i blokiraju se od drugačijih stavova (polarizacija mišljenja), i druga u kojoj ljudi nemaju pristup različitim sadržajima i informacijama (polarizacija informacija). Koristeći botove umesti dobrovoljaca i fokusirajući se više na polarizaciju informacija, istraživači su zaključili da postoje dva suštinska elementa filtera: velika koncentracija korisnika oko jedne teme i jednosmerna struktura nalik zvezdi koja utiče na ključne tokove informacija.
Platforma DuckDuckGo je u junu 2018. sprovela istraživanje na Gugl veb pretraživačkoj platformi. Za ovu studiju je 87 odraslih osoba sa različitih lokacija u Sjedinjenim Američkim Državama pretraživalo tri različita pojma u isto vreme: imigracija, kontrola oružja i vakcinacija. Čak i u režimu privatnog pregledanja, većina ljudi je videla rezultate jedinstvene za njih. Gugl je prikazao jednima linkove koje drugima nije, a „News and Videos” infokutije su pokazale značajne varijacije. Gugl je javno osporio ove rezultate rekavši da je personalizacija stranice sa rezultatima pretraživanja uglavnom mit. Deni Salivan, guglov zvaničnik, izjavio je da se tokom godina razvio mit da se Gugl pretraga toliko personalizuje da za isti upit različiti ljudi mogu dobiti različite rezultate i da to nije slučaj, da se rezultati mogu razlikovati, ali obično iz razloga koji nemaju veze sa personalizacijom.
Kada su filter mehuri prisutni oni mogu da stvore pojavu koju naučnici nazivaju „Vau” trenuci. „Vau” trenutak pretstavlja pojavu kada se na vašem kompjuteru pojavi članak, oglas, objava ili slično koji ima veze sa vašom trenutnom radnjom ili trenutnom upotrebom objekta. Naučnici su ovaj izraz otkrili nakon što je mlada žena u okviru svoje rutine pila kafu, kada na svom kompjuteru naišla na reklamu za istu marku kafe koju je pila. „Sela sam i otvorila Fejsbuk jutros dok sam ispijala jutarnju kaficu i naišla na dve reklame za Nespresso. To je zaista „Vau” trenutak kada proizvod koji pijete iskoči na ekranu ispred vas.” „Vau” trenuci se dešavaju kada algoritam „pronađe” ljude, što znači da algoritmi za oglase ciljaju određene korisnike na osnovu njihove navike pretraživanja kako bi povećali prodajne prihode.
Nekoliko dizajnera je razvilo alate za suzbijanje efekata filter mehura koji su navedeni u daljem tekstu. Švajcarska radio stanica SRF je izglasala reč „filterblase” (nemački prevod reči filter mehura) za reč 2016. godine.

## Protivmere

### Od pojedinaca
U knjizi The Filter Bubble: What the Internet Is Hiding from You, internet aktivista, Eli Pariser, ističe kako sve češća pojava filter mehura dodatno naglašava vrednost „povezujućeg društvenog kapitala” kako ga definiše Robert Putmen. Pariser tvrdi da filter mehuri ojačavaju osećaj „socijalne homogenosti”, što slabi veze između ljudi sa potencijalno različitim interesima i stavovima. U tom smislu, visoki nivo „povezujućeg društvenog kapitala” može promovisati socijalnu inkluziju povećavanjem našeg izlaganja prostoru koji prevazilazi lične interese. Razvijanje „povezujućeg kapitala”, kao što je povezivanje sa različitim ljudima u neformalnom okruženju, može biti efikasan način da se smanji pojava filter mehura. 
Korisnici mogu da preduzmu mnoge mere kako bi probili svoje filter mehure, na primer, tako što će svesno proceniti kojim informacijama se izlažu, i kritički razmisliti o tome da li su u kontaktu sa širokim spektrom sadržaja. Korisnici mogu svesno izbegavati izvore vesti koji su neverifikovani ili slabi. Kris Gluško, potpredsednik marketinga u IAB-u, zagovara korišćenje sajtova za proveru činjenica kako bi se identifikovale lažne vesti. Tehnologija takođe može da igra važnu ulogu u borbi protiv filter mehura.
Neki dodaci za pretraživače ciljaju da pomognu ljudima da izađu iz svojih filter mehurova i da ih učine svesnim svojih ličnih pogleda tako što prikazuje medijske sadržaje koji su suprotstavljeni njihovim verovanjima i mišljenjima. Pored dodataka, postoje i aplikacije kreirane sa ciljem da podstaknu korisnike da otvore svoje eho komore. Aplikacije za vesti poput Read Across the Aisle guraju korisnike da čitaju iz različitih uglova ako je njihov obrazac čitanja pristrasan jednoj ideologiji. Iako su aplikacije i dodaci alati koje ljudi mogu koristiti, Eli Pariser je izjavio da svakako, postoji određena individualna odgovornost za traženjem novih izvore i ljudi koji nisu kao vi.
Budući da internet oglasi mogu dodatno da pojačaju efekat filter mehura izlažući korisnike istom sadržaju, korisnici mogu da blokiraju veliki deo oglasa brisanjem svoje istorije pretrage, isključivanjem ciljanih oglasa i preuzimanjem dodataka za pretraživače. Neke osobe koriste anonimne  pretraživače kao što su YaCy, DuckDuckGo, Qwant, Startpage.com, Disconnect i Searx kako bi sprečili kompanije da prikupljaju njihove podatke o pretragama. Švajcarski dnevni list Neue Zürcher Zeitung testira beta verziju personalizovane aplikacije za vesti koja koristi mašinsko učenje kako bi pogodila koji sadržaj korisnika interesuje, dok uključuje „element iznenađenja”. Ideja je da se ubace priče koje korisnik verovatno nije pratio u prošlosti.
Evropska unija preduzima mere kako bi se umanjio efekat filter mehura. Evropski parlament sponzoriše istraživanja o tome kako filter mehuri utiču na sposobnost ljudi da pristupe raznovrsnim vestima. Takođe, uveden je program koji ima cilj da edukuje građane o društvenim mrežama. U Sjedinjenim Američkim Državama, CSCW panel sugeriše korišćenje aplikacija za „agregiranje” vesti kako bi se proširila konzumacija vesti od strane medijskih potrošača. Aplikacije za „agregiranje” vesti skeniraju sve aktuelne vesti i usmeravaju vas ka različitim gledištima određene teme. Korisnici takođe mogu koristiti i „balanser” vesti koji je svestan raznolikosti, a koji vizuelno pokazuje medijskom potrošaču da li se naginje levo ili desno na političkom spektru dok čita vesti, pri čemu veći crveni štap označava naginjanje na desnu stranu, a veći plavi štap naginjanje na levu stranu. Studija koja je procenila ovaj „balanser” vesti otkrila je malo, ali primetno promenu u ponašanju čitalaca, ka više balansiranom izlaganju, kod korisnika koji su dobili povratnu informaciju, u poređenju sa kontrolnom grupom".

### Od medijskih kompanija
U svetlu nedavnih zabrinutosti zbog filtriranja informacija na društvenim mrežama, Fejsbuk je priznao prisustvo filter mehurova i preduzeo korake ka njihovom uklanjanju. U januaru 2017. godine, Fejsbuk je uklonio personalizaciju sa svoje liste „trenutnih tema” kao odgovor na probleme nekih korisnika koji tu nisu videli događaje o kojima se dosta govorilo. Strategija Fejbuka je da poništi funkciju „povezanih članaka” koja je implementirana 2013. godine, koja bi objavljivala srodne vesti nakon što korisnik pročita određeni članak. Sada, nova strategija bi obrnula ovaj proces i objavila članke iz različitih perspektiva na istu temu. Fejsbuk takođe pokušava da prođe kroz proces provere gde će biti prikazani samo članci pouzdanih izvora. Facebook je, zajedno sa osnivačem Craigslist-a i nekoliko drugih, investirao 14 miliona dolara u napore za povećanje poverenja u novinarstvo širom sveta, i bolje informisanje javne rasprave. Ideja je da postovi budu verodostojni, čak i ako ljudi čitaju samo postove koje su podelili njihovi prijatelji. 
Slično tome, Gugl je 30. januara 2018. godine takođe priznao postojanje poteškoća sa filter mehurima unutar svoje platforme. Budući da trenutne Google pretrage izvlače rezultate rangirane algoritamski na osnovu „autoriteta” i „relevantnosti” koje prikazuju i skrivaju određene rezultate pretrage, Google nastoji da se izbori s tim. Obučavanjem svog pretraživača da prepozna nameru pretrage umesto doslovne sintakse pitanja, Gugl pokušava da ograniči veličinu filter mehura. Trenutno, početna faza ovog obučavanja biće uvedena u drugom kvartalu 2018. godine. Pitanja koja uključuju pristrasnost ili kontroverzne stavove neće biti adresirana do daljnjeg, što dovodi do većeg problema koji još uvek postoji: da li pretraživač deluje kao sudija istine ili kao obavešteni vodič za donošenje odluka.
U aprilu 2017. godine pojavile su se vesti da su Fejsbuk, Mozilla i Craigslist doprineli većem delu donacije od 14 miliona dolara CUNY-ovoj Inicijativi za integritet vesti, s namerom da eliminišu lažne vesti i stvore poštenije medijske izveštaje.
Kasnije, u avgustu, Mozilla, tvorac internet pregledača Firefox, najavili su formiranje Mozilline inicijative za poverenje u informacije (MITI). MITI bi služio kao zajednički napor razvoja proizvoda, istraživanja i rešenja zasnovanih na zajednici kako bi se borili protiv efekata filter mehura i širenja lažnih vesti. Tim za otvorene inovacije u Mozilli vodi ovu inicijativu, s namerom da se bore protiv dezinformacija, s posebnim fokusom na proizvod u vezi s pismenošću, istraživanjem i kreativnim intervencijama.

## Eticke implikacije
Sa porastom popularnosti cloud usluga, personalizovani algoritmi koji se koriste za kreiranje filter mehura će postajati sve bolji, prema očekivanjima. Stručnjaci su počeli da razmatraju efekat filter mehura na korisnike društvenih mreža sa etičke tačke gledišta, posebno u vezi sa oblastima lične slobode, bezbednosti i pristrasnosti informacija. Filter mehuri na popularnim društvenim mrežama i personalizovanim pretraživačkim sajtovima mogu odrediti određeni sadržaj koji korisnici vide, često bez njihovog direktnog pristanka ili svesti o tome, zbog algoritama koji kreiraju taj sadržaj. Samostvoreni sadržaj koji proizilazi iz obrazaca ponašanja može dovesti do parcijalne slepila za informacije. Kritičari upotrebe filter mehura spekulišu da bi pojedinci mogli da izgube autonomiju nad stvarima koje vide na društvenim mrežama i da bi njihovi identiteti mogli biti socijalno konstruisani kao rezultat prisutnosti filter mehura.
Tehnolozi, inženjeri društvenih mreža i stručnjaci za računare takođe su ispitali prevalenciju filter mehura. Mark Zakerberg, osnivač Fejsbuka, i Eli Pariser, autor knjige The Filter Bubble, izrazili su zabrinutost u vezi sa rizicima privatnosti i polarizacije informacija. Informacije korisnika personalizovanih pretraživača i društvenih mreža nisu privatne, iako neki ljudi smatraju da bi trebalo da budu. Briga oko privatnosti dovela je do debate o tome da li je moralno da informatičari uzmaju u obzir korisničku onlajn aktivnost i manipulišu budućim izlaganjem srodnim informacijama.
Neki stručnaci su izrazili zabrinutost zbog efekata filter mehura na individualno i društveno blagostanje, tj. širenje zdravstvenih informacija javnosti i potencijalne efekte promene ponašanja internet pretraživača vezanim za zdravlje. Interdisciplinarna knjiga iz 2019. godine izveštava o istraživanjima i perspektivama uloge filter mehura u vezi sa dezinformacijama o zdravlju. Koristeći različita polja kao što su novinarstvo, pravo, medicina i zdravstvena psihologija, knjiga se bavi različitim kontroverznim zdravstvenim uverenjima (npr. alternativna medicina i pseudonauka), kao i potencijalnim rešenjima za negativne efekte filter mehura i eho komora na različite teme u diskursu o zdravlju. Studija iz 2016. godine o potencijalnim efektima filter mehura na rezultate pretrage vezane za samoubistvo je utvrdila da algoritmi igraju važnu ulogu u tome da li korisnicima prikazuju telefonske linije za pomoć i slične rezultate pretrage. Druga studija iz 2016. godine iz hrvatskog medicinskog časopisa predložila je neke strategije za ublažavanje potencijalno štetnih efekata filter mehura na zdravstvene informacije, kao što su: informisanje javnosti o filter mehurima i njihovim povezanim efektima, sugestije korisnicima da biraju Guglu alternativne pretraživae, informisanje o procesima koje pretraživači koriste kako bi odredili prikazane rezultate.
Pošto na sadržaj koji vide pojedinačni korisnici društvenih mreža utiču algoritmi koji proizvode filter mehure, korisnici društvenih mreža su podložniji potvrđivanju svojih predrasuda i mogu biti izloženi pristrasnim i zavaravajućim informacijama. Takođe se očekuje da će personalizovano filtriranje dovesti do socijalnog sortiranja i drugih nenamernih diskriminatornih praksa.
U svetlu predsedničkih izbora u Sjedinjenim Američkim Državama 2016. godine, stručnjaci su takođe izrazili zabrinutost zbog efekta filter mehura na demokratiju i demokratske procese, kao i zbog rasta „ideoloških medija”. Ovi stručnjaci strahuju da korisnici neće biti sposobni da razmišljaju izvan svojih uskih interesovanja jer filter mehurovi stvaraju personalizovane društvene sadržaje, izolovajući ih od različitih tačaka gledišta i njihovih okolnih zajednica. Iz ovog razloga, sve više se raspravlja o mogućnosti dizajniranja društvenih mreža s više slučajnosti, tj. proaktivnog preporučivanja sadržaja koji se nalazi izvan nečijeg filter mehura, uključujući izazovne političke informacije i, na kraju, pružanje osnažujućih filtera i alata korisnicima. Povezana zabrinutost je zapravo kako filter mehuri doprinose širenju lažnih vesti i kako to može uticati na političku orijentaciju, uključujući način na koji korisnici glasaju.
Otkrića iz marta 2018. o sakupljanju i korišćenju korisničkih podataka od strane Cambridge Analytica-e za najmanje 87 miliona profila na Fejsbuku tokom predsedničkih izbora 2016. godine naglašavaju etičke implikacije filter mehura. Suosnivač Cambridge Analytica-e, Kristofer Vili, detaljno je opisao kako je firma imala sposobnost da razvije "psihografske" profile tih korisnika i koristi informacije kako bi oblikovala njihovo glasačko ponašanje. Pristup korisničkim podacima od strane trećih strana poput Cambridge Analytica može pogoršati i pojačati postojeće filter mehure koje su korisnici stvorili, veštački povećavajući postojeće pristrasnosti i dodatno delujući na podele u društvu. 

## Opasnosti
Filter mehuri su nastali kao posledica naglog porasta personalizacije mreža, što može zarobiti korisnike. Korišćenje veštačke inteligencije za personalizaciju ponuda može dovesti do toga da korisnici vide samo sadržaj koji potvrđuje njihova sopstvena gledišta, bez izazivanja istih. Društvene mreže stranice poput Fejsbuka takođe mogu predstavljati sadržaj na način koji korisnicima otežava određivanje izvora sadržaja, terajući ih da sami odluče da li je izvor pouzdan ili lažan. To može dovesti do toga da se ljudi naviknu na to da čuju ono što žele da čuju, što ih može naterati da reaguju radikalnije kada vide suprotan stav. Filter mehur može dovesti osobu da vidi sve suprotne stavove kao netačne i tako omogućiti medijima da nametnu stavove potrošačima.
Istraživanja objašnjavaju da filter mehur potvrđuje ono što već mislimo. Zbog toga je izuzetno važno koristiti resurse koji nude različite tačke gledišta.

## Literatura
- Pariser, Eli (2011). The Filter Bubble: What the Internet Is Hiding from You. Penguin Press. ISBN 978-1-59420-300-8.. Penguin Press (New York).
- Green, Holly (29. 8. 2011). „Breaking Out of Your Internet Filter Bubble”. Forbes. Приступљено 4. 12. 2011.
- Friedman, Ann (2014). „Going Viral”. Columbia Journalism Review. 52 (6): 33—34.
- Bozdag, Engin; van den Hoven, Jeroen (децембар 2015). „Breaking the filter bubble: democracy and design”. Ethics and Information Technology. 17 (4): 249—265. doi:10.1007/s10676-015-9380-y .
- boyd, danah m.; Ellison, Nicole B. (октобар 2007). „Social Network Sites: Definition, History, and Scholarship”. Journal of Computer-Mediated Communication. 13 (1): 210—230. S2CID 52810295. doi:10.1111/j.1083-6101.2007.00393.x .
- Nguyen, Tien T.; Hui, Pik-Mai; Harper, F. Maxwell; Terveen, Loren; Konstan, Joseph A. (2014). „Exploring the filter bubble: The effect of using recommender systems on content diversity”. Proceedings of the 23rd international conference on World wide web. стр. 677—686. ISBN 9781450327442. S2CID 16747810. doi:10.1145/2566486.2568012.
- Resnick, Paul; Garrett, R. Kelly; Kriplean, Travis; Munson, Sean A.; Stroud, Natalie Jomini (2013). „Bursting your (Filter) bubble: Strategies for promoting diverse exposure”. Proceedings of the 2013 conference on Computer supported cooperative work companion. стр. 95—100. ISBN 9781450313322. S2CID 20865375. doi:10.1145/2441955.2441981.
- Liao, Q. Vera; Fu, Wai-Tat (2013). „Beyond the filter bubble: Interactive effects of perceived threat and topic involvement on selective exposure to information”. Proceedings of the SIGCHI Conference on Human Factors in Computing Systems. стр. 2359—2368. ISBN 9781450318990. S2CID 8504434. doi:10.1145/2470654.2481326.
- Holone, Harald (2016). „The filter bubble and its effect on online personal health information”. Croatian Medical Journal. 57 (3): 298—301. PMC 4937233 . PMID 27374832. doi:10.3325/cmj.2016.57.298.

## Spoljašnje veze
- Beware Online Filter Bubbles. TED Talks, March 2011